# Mitch Richmond

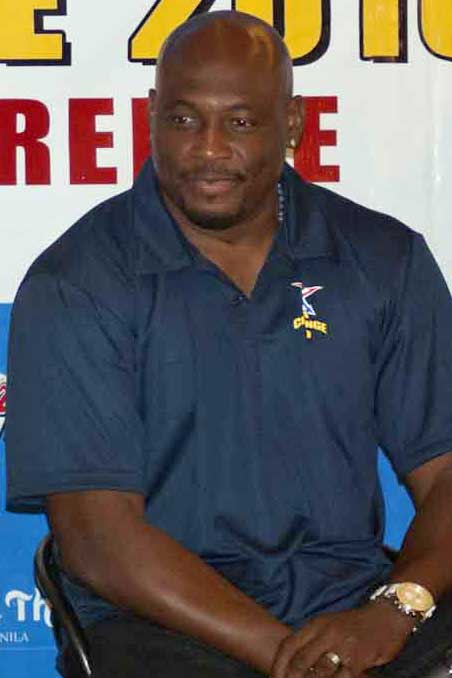
Mitch Richmond

Mitchell James (Mitch) Richmond (Deerfield Beach, 30 juni 1965) is een Amerikaans voormalige basketbalspeler. Hij speelde 14 seizoenen in de NBA (1988-2002), als shooting-guard. Bij de Golden State Warriors vormde hij samen met teamgenoten Tim Hardaway en Chris Mullin het aanvallend trio "Run TMC". In het seizoen 2001-02 won hij het NBA-kampioenschap met de Los Angeles Lakers.
Hij maakte deel uit van het Amerikaans basketbalteam op de Olympische Zomerspelen van 1988 en de Olympische Zomerspelen van 1996.
4 Charles Barkley · 
5 Grant Hill · 
6 Penny Hardaway · 
7 David Robinson · 
8 Scottie Pippen · 
9 Mitch Richmond · 
10 Reggie Miller · 
11 Karl Malone · 
12 John Stockton · 
13 Shaquille O'Neal · 
14 Gary Payton · 
15 Hakeem Olajuwon · 
Coach Lenny Wilkens
2 Fisher · 
3 George · 
5 Horry · 
6 McCoy · 
8 Bryant · 
10 Hunter · 
14 Medvedenko · 
17 Fox · 
20 Shaw · 
23 Richmond · 
34 O'Neal · 
35 Madsen · 
52 Walker · 
Coach Jackson
- Library of Congress Control Number: n98014758
- Virtual International Authority File: 23908877
- WorldCat: E39PBJgCHTM736pcRgF9JVCxXd